# Кошевое (Гурьевский городской округ)
Кошевое  — посёлок в Гурьевском городском округе Калининградской области. Входил в состав Низовского сельского поселения (упразднён в 2014 году).

## История
В 1946 году Линкена переименован в посёлок Кошевое.

## Население
| 2002 | 2010 |
| ---- | ---- |
| 23   | ↗29  |

На 1 декабря 1910 года население Линкена составляло 98 жителей.